# فیلیپه آگوستو
فیلیپه آگوستو (انگلیسی: Filipe Augusto؛ زادهٔ ۱۲ اوت ۱۹۹۳) بازیکن فوتبال اهل برزیل است.
وی همچنین در تیم‌های ملی فوتبال زیر ۲۰ سال برزیل و زیر ۲۳ سال برزیل بازی کرده‌است.